# هامنوی
هامنوی (به لاتین: Hamnøy) یک دهکده ماهیگیری در نروژ است که در شهرستان موسکنس واقع شده‌است. هامنوی ۵ متر بالاتر از سطح دریا واقع شده‌است.